# Richard Werner
Richard Werner (* 22. Juli 1875 in Freiwaldau, Landkreis Freiwaldau#Österreich-Ungarn; † 8. Februar 1945 in Ghetto Theresienstadt, Protektorat Böhmen und Mähren) war ein österreichisch-tschechischer Universitätsprofessor mit den Fachgebieten Chirurgie, Radiologie und Onkologie. Werner war Opfer des Holocaust.

## Leben
Richard Werner, Sohn eines Rechtsanwalts und Geschäftsmanns, besuchte das Gymnasium in Weidenau. Er legte das Abitur ab, studierte an der Universität Wien Medizin und wurde dort im Juli 1899 zum Dr. med. promoviert. Danach leistete er bis 1901 seinen Militärdienst im Brünner Garnisonskrankenhaus ab. Anschließend war Werner im Wiener Allgemeinen Krankenhaus mit dem Schwerpunkt Dermatologie und Gynäkologie tätig. Kurze Zeit später wurde er Assistenzarzt der chirurgischen Abteilung unter Vincenz Czerny am Universitätsklinikum Heidelberg. Ab 1902 publizierte in einschlägigen medizinischen Fachzeitschriften mit dem Schwerpunkt Strahlentherapie und Krebsforschung. Er habilitierte sich 1906 mit der Schrift: Experimentelle Untersuchungen über die biologische Wirkung von Radiumstrahlen an der Universität Heidelberg. Etwa zu dieser Zeit wechselte er mit Czerny ans Institut für Experimentelle Krebsforschung in Heidelberg, wo er ab 1910 als Oberarzt am Samariterhaus, einer Heil- und Pflegeanstalt für krebskranke Personen, tätig war. Ab 1912 war er außerordentlicher Professor mit dem Forschungsschwerpunkt Strahlentherapie und an der Entwicklung des „Strahlenkonzentrators“ maßgeblich beteiligt.
Während des Ersten Weltkrieges leistete er Militärdienst beim Generalinspektorat des Österreichischen Roten Kreuzes. Er war leitender Chirurg in Mährisch-Ostrau und Przemyśl sowie konsultierender Chirurg einer Armee in Litauen. Werner nahm unter anderem im Militärreservekrankenhaus Mährisch-Ostrau Strahlenbehandlungen an Patienten vor. Er wurde für seinen Einsatz mehrfach ausgezeichnet, so mit dem Offizierskreuz des Franz-Joseph-Ordens.
Nach dem Tod Czernys wurde Werner dessen Nachfolger und leitete ab 1916 als Direktor das Institut für Experimentelle Krebsforschung sowie das Samariterhaus. Dort war sein in der medizinischen Fachwelt viel beachteter Forschungs- und Behandlungsschwerpunkt die Strahlentherapie bei bösartigen Tumoren. Werner wurde Präsident der deutschen Röntgengesellschaft und badischen Röntgenvereinigung, saß 1927 dem 18. Röntgenkongress in Wiesbaden vor und war Vorsitzender des Zentralausschusses zur Erforschung des Krebses in Deutschland. Werner war Autor mehrerer Lehrbücher zur Strahlentherapie.
Nach der Machtübernahme durch die Nationalsozialisten wurde er im Frühjahr 1933 von seinen Tätigkeiten beurlaubt und trat im März 1934 als Klinikleiter zurück. Werner emigrierte nach Brünn und wurde 1934 Direktor im „Haus des Trostes“, dem dortigen Institut für Krebsforschung. Nach der deutschen Zerschlagung der Tschechoslowakei musste Werner 1939 auch diesen Posten verlassen. Aus Brünn wurde er aufgrund seiner jüdischen Herkunft ins Ghetto Theresienstadt deportiert, wo er am 28. Januar 1942 eintraf, zusammen mit seiner Schwester. Werner ist im Theresienstadt-Konvolut als „prominenter Häftling“ aufgeführt. Er verstarb dort am 8. Februar 1945 an einem Herzleiden.